# Федишин Олег
Олег Сильвестр Федишин (англ. Oleh S. Fedyshyn; 1 січня 1928, Глибочок — 3 лютого 2006) — американський політолог українського походження.

## Життєпис
Народився в с. Глибочок, нині Борщівський район, Тернопільської області. Студіював у Колумбійському Університеті (Нью-Йорк), студентський діяч у США, професор Нью-Йоркського Університету, науковий секретар Української Вільної Академії Наук у США (з 1978 р.).
Автор розвідки «Germany's Drive to the East and the Ukrainian Revolution, 1917—1918» (1971) і низки статей і рецензій в американських й українських журналах з совітознавства, зокрема з національного питання.
В 2007 р. видано переклад книги російською — «Украинская революция. 1917—1918», Центрполиграф, (ISBN 978-5-9524-2842-3). (Переклад низької якості, прізвище подано як «Федюшин»).

## Праці
- Наступ Німеччини на Схід і Українська Революція, 1917—1918